# Lebensdauer (Quantenphysik)
Die Lebensdauer (genauer: mittlere Lebensdauer) als Fachbegriff der Physik ist die durchschnittliche Verweilzeit eines Objekts in einem bestehenden Zustand bis zu einer plötzlichen Änderung. Sie ist eine Kenngröße für ein Ensemble, das aus vielen identischen Objekten besteht. Insbesondere wird sie an instabilen Teilchen beobachtet und für diese hier beschrieben. Hierzu gibt es ein Modell, wonach jedes Objekt einzeln rein zufällig irgendwann ausscheidet. Entsprechendes gilt für ein System in einem angeregten Zustand, das rein zufällig in seinen Grundzustand übergeht.
Steht einem Objekt kein Zustand niedrigerer Energie zur Verfügung als im gegenwärtig eingenommenen Zustand und wird ihm keine Energie zugeführt, so ist es stabil, und seine Lebensdauer ist unendlich. Können die Objekte jedoch spontan in einen Zustand niedrigerer Energie übergehen („zerfallen“), bildet ihre jeweilige Lebensdauer eine Häufigkeitsverteilung. Aus dem bisherigen Verlauf der Anzahl der verbliebenen Objekte lässt sich für das gesamte Ensemble eine repräsentative Verweilzeit angeben.
Das Modell besagt, dass die Wahrscheinlichkeit für das „Überleben“ eines Individuums weder von seinem Alter noch von einer gegenseitigen Beeinflussung abhängt, somit auch nicht von der Größe der verbleibenden Population. Wenn demnach der Zerfall spontan auftritt, also nach keinem bekannten Gesetz vorhersehbar, ergeben sich individuelle Lebensdauern über jede denkbare Zeitspanne. Für dieses Modell existiert die nachfolgend angegebene mathematische Beschreibung. Diese enthält eine charakterisierende Rechengröße, die sich als Lebensdauer im Sinne einer mittleren Lebensdauer des Ensembles bezeichnen lässt. Beispielsweise im Zusammenhang mit radioaktiven Atomkernen und Elementarteilchen liefert das Modell mit der Beobachtung übereinstimmende Ergebnisse.

## Lebensdauer und Zerfallswahrscheinlichkeit
Unter der Annahme, dass von der Anzahl der existierenden Teilchen {\displaystyle N} in der Zeitspanne {\displaystyle \Delta t} ein zu {\displaystyle N} proportionaler Anteil {\displaystyle \Delta N} spontan zerfällt, so gilt
{\displaystyle \Delta N=-\lambda \,N\,\Delta t}
mit der Zerfallskonstanten oder Zerfallswahrscheinlichkeit {\displaystyle \lambda }. Daraus ergibt sich durch Integration
{\displaystyle N(t)=N_{0}\ \mathrm {e} ^{-\lambda t}},
worin {\displaystyle N_{0}} die Anzahl der Teilchen zu Beginn des Beobachtungsprozesses ist. 
Die Gleichung wird als das Gesetz des radioaktiven Zerfalls oder kurz Zerfallsgesetz bezeichnet. Die Gleichung besagt, dass die Zahl der nichtzerfallenen Atomkerne mit jedem Zeitschritt exponentiell abnimmt.
Für die zeitliche Entwicklung der Anzahl der noch nicht zerfallenen Teilchen ergibt sich eine Exponentialverteilung.
Als die Rechengröße „Lebensdauer“ {\displaystyle \tau } wird der Kehrwert der Zerfallskonstanten verwendet:
{\displaystyle \tau ={\frac {1}{\lambda }}}
Sie ist daher die Zeit, nach der die Anzahl der Teilchen auf den Bruchteil 1/e ≈ 37 % abgefallen ist.

## Partielle Lebensdauer
Wenn für Elementarteilchen verschiedene Zerfallskanäle, d. h. verschiedene Möglichkeiten des Zerfalls, bestehen, gibt es mehrere einzelne „partielle“ Zerfallkonstanten, die sich zur Gesamtzerfallskonstanten addieren. Formal kann zu jeder der partiellen Zerfallskonstanten der Kehrwert als „partielle Lebensdauer“ angegeben werden; dies geschieht manchmal aus Gründen der Anschaulichkeit. Die partielle Lebensdauer ist aber eine fiktive, nicht beobachtbare Größe: Sie wäre die Lebensdauer des Systems, wenn der betreffende Zerfallskanal der einzig mögliche wäre. Der beobachtbare Zerfall zeigt – unabhängig davon, welcher der Zerfallskanäle beobachtet wird – immer die Lebensdauer, die der totalen Zerfallskonstanten entspricht.

## Halbwertszeit
Manchmal – insbesondere auf dem Gebiet der Radioaktivität – wird statt der Lebensdauer die Halbwertszeit {\displaystyle T_{1/2}} verwendet, d. h. die Zeit, nach welcher die Hälfte des Ensembles noch vorhanden ist.
Bei Vorliegen einer Exponentialverteilung errechnet sich die Halbwertszeit aus der Lebensdauer bzw. der Zerfallskonstante mit:
{\displaystyle T_{1/2}=\tau \ln 2={\frac {\ln 2}{\lambda }}}
Sie beträgt damit etwa 69 % der Lebensdauer. Im Fall mehrerer Zerfallskanäle werden gelegentlich der Anschaulichkeit zuliebe – wie bei der Lebensdauer – auch fiktive partielle Halbwertszeiten genannt.
Halbwertszeiten und Zerfallskanäle von Radionukliden sind z. B. in der Karlsruher Nuklidkarte angegeben. Verzweigungsverhältnisse und weitere Daten finden sich in dem umfangreichen Buch Table of Isotopes.

## Verbindung mit der Quantentheorie
Durch die heisenbergsche Unschärferelation lässt sich folgender Zusammenhang zwischen der Unschärfe einer beliebigen Observablen {\displaystyle A} und ihrer zeitlichen Entwicklung finden:
{\displaystyle \Delta E\ \Delta A\geq {\frac {1}{2}}\left|\langle [H,A]\rangle \right|\geq {\frac {\hbar }{2}}\left|{\frac {\mathrm {d} }{\mathrm {d} t}}\langle A\rangle \right|}
Daraus ergibt sich eine Verbindung zwischen der Energieunschärfe oder Zerfallsbreite {\displaystyle \Gamma =2\ \Delta E}
eines Übergangs oder Zerfalls und seiner Lebensdauer:
{\displaystyle \Gamma \ \tau =\hbar }
wobei {\displaystyle \hbar } die reduzierte Planck-Konstante ist.
Zur Bestimmung sehr kurzer Lebensdauern wird die Breite der Energieverteilung, beispielsweise von emittierten Photonen oder einem Peak in einer Anregungsfunktion, gemessen und mittels dieser Formel die Lebensdauer berechnet.
Eine doppelte Standardabweichung von etwa 66 keV ergibt eine Lebensdauer von 10−20 Sekunden.